# Glocke von Lough Lene

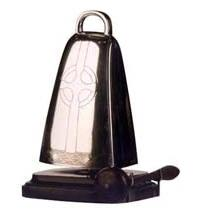
Replik der Glocke

Die Glocke von Lough Lene ist eine der seltenen, aus Bronze gegossenen irischen Handglocken aus dem frühen Mittelalter. Sie wurde im Jahr 1881 auf der Insel Castle Island (irisch Oileán an Chaisleáin) im See Lough Lene in der Grafschaft Westmeath, Irland, gefunden und gehört zum Bestand des Nationalmuseums von Irland.
Die Bronzeglocke wurde wohl im 9. Jahrhundert in einem Stück gegossen. Sie hat eine Höhe von 33,9 cm, einen viereckigen Querschnitt und einen halbkreisförmigen Griff; auf der polierten Oberfläche sind Kreuze und am Rand Flechtbänder eingeritzt.
Im Jahr 1931 ließen Privatpersonen eine Kopie der Glocke in halber Größe herstellen und überreichten sie dem im Jahr 1919 eingesetzten irischen Unterhaus Dáil Éireann, dessen Vorsitzender oder politischer Sprecher, der Ceann Comhairle, sie als Amtsinsignie bewahrt.